# Strasimeno
La Strasimeno è una competizione podistica di ultramaratona che si svolge ogni anno, tipicamente una domenica della prima metà di marzo, con partenza ed arrivo da Castiglione del Lago, lungo un percorso di 58 km che perimetra il lago Trasimeno in senso orario, internamente al parco del Lago Trasimeno. La gara si è svolta per la prima volta nel 2002.

## Percorso

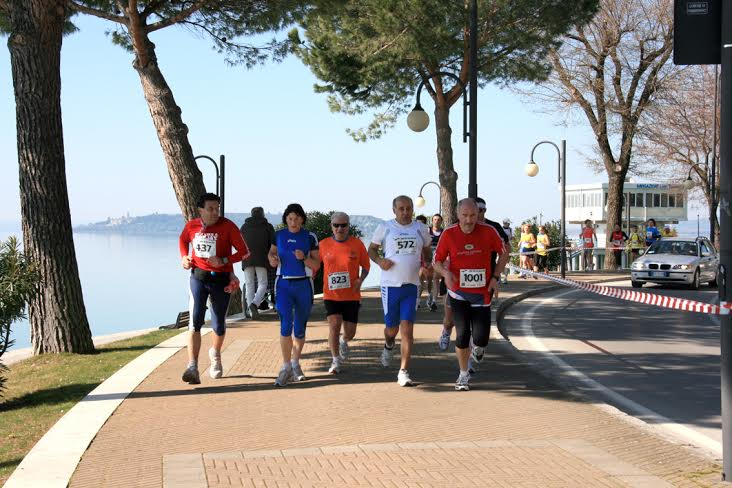
Edizione 2014.

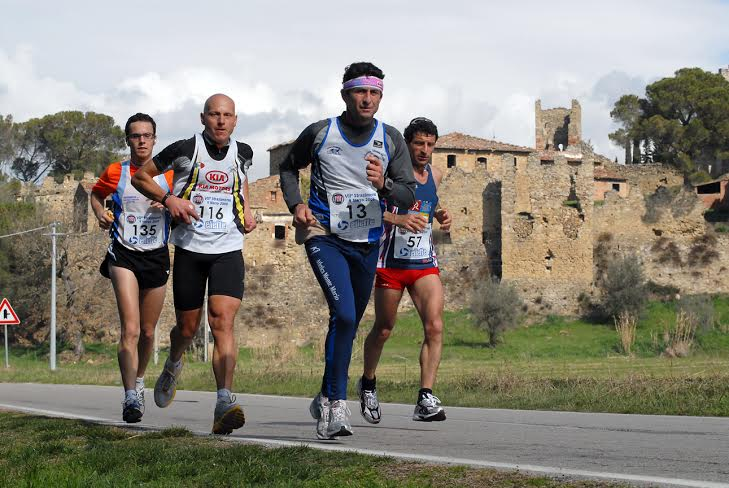
Edizione 2014.

Il percorso è prevalentemente pianeggiante e si sviluppa ad anello intorno al lago Trasimeno, con partenza da Castiglione del Lago e attraversamento in successione dei comuni di Tuoro, Passignano, Magione, Panicale, Castiglione del Lago.
Dalla prima edizione a quella del 2006 la lunghezza del percorso è stata di 60 km, a partire dal 2007, a seguito di una lieve modifica al tracciato, è stata portata a 58 km.
Lungo il percorso sono presenti traguardi intermedi: Borghetto (10 km), Passignano (mezza maratona, 21,097 km), San Feliciano (34 km), Sant'Arcangelo (maratona: 42,195 km).
*dal 2013 il traguardo di Tuoro (15,2 km) è stato sostituito da quello di Borghetto (10 km) sempre nel comune di Tuoro; dal 2015 il traguardo di Magione (32 km) è stato sostituito da quello di San Feliciano (34 km) sempre nel comune di Magione.

## Record

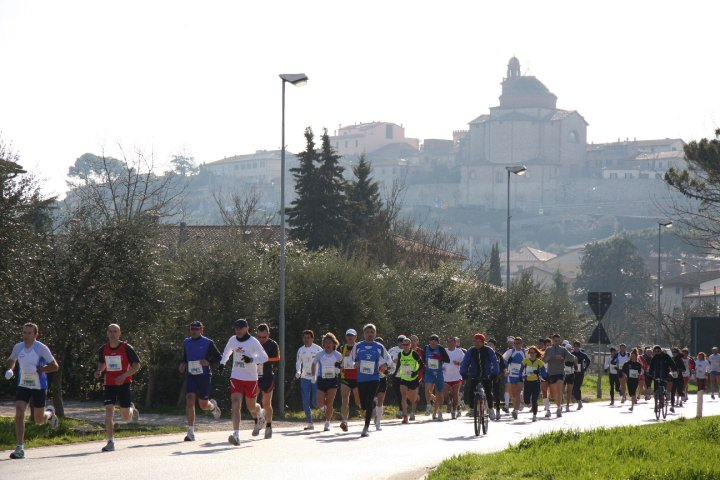
Edizione 2014.

- Maschile: 3h28'59" di Carmine Buccilli nel 2017
- Femminile: 3h59'53" di Neza Mravlije nel 2014

## Albo d'oro

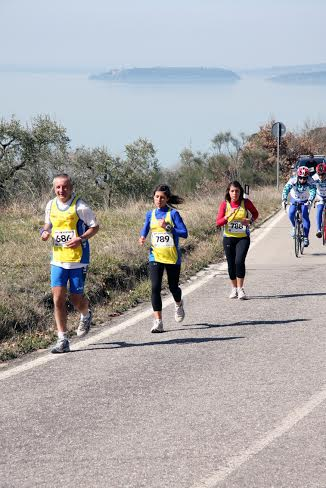
Edizione 2014.

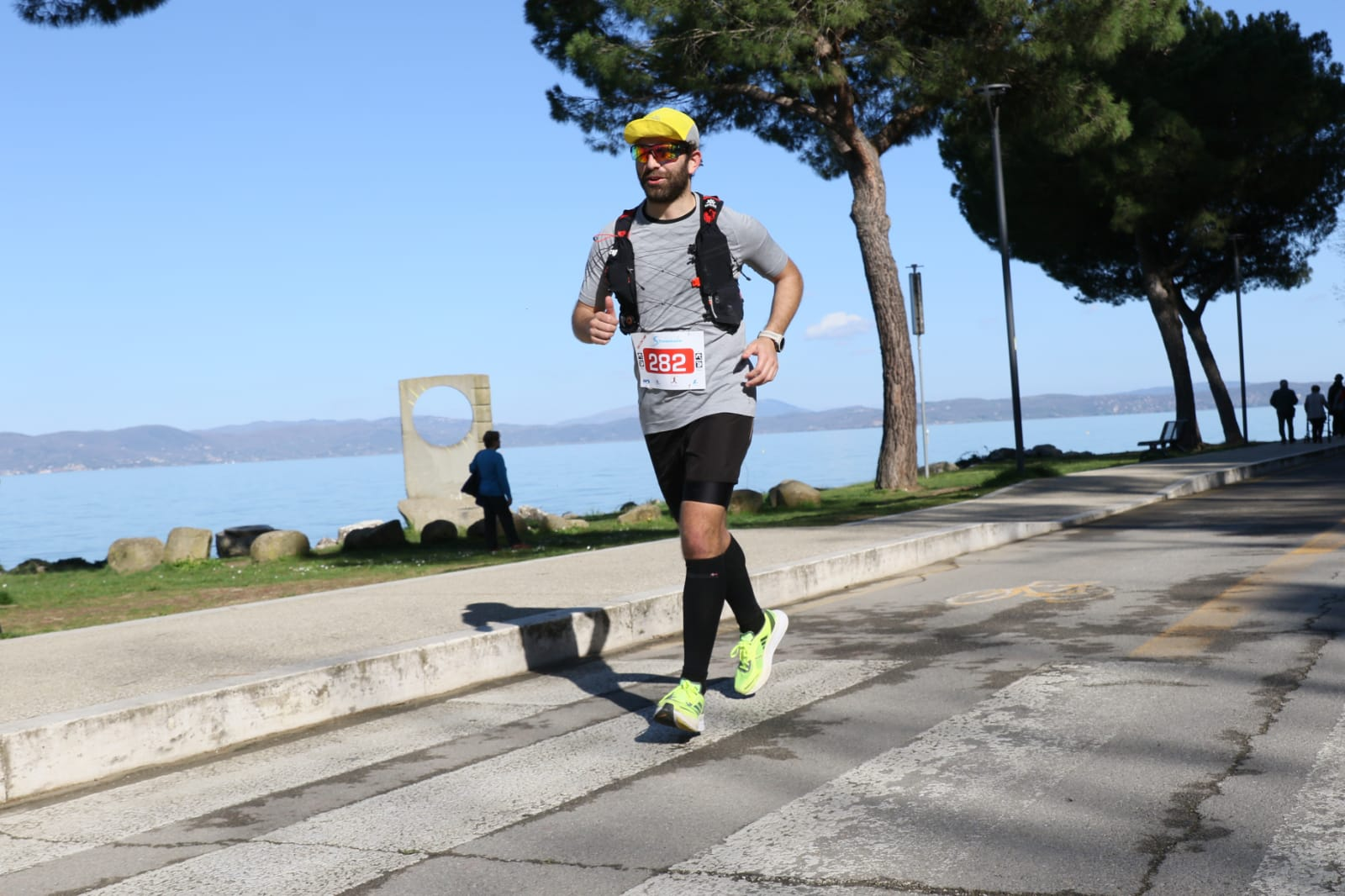
Edizione 2023

| Anno | Gara maschile                       | Gara maschile                       | Gara maschile                       | Gara femminile                      | Gara femminile                      | Gara femminile                      |
| Anno | Vincitore                           | Nazione                             | Tempo                               | Vincitrice                          | Nazione                             | Tempo                               |
| ---- | ----------------------------------- | ----------------------------------- | ----------------------------------- | ----------------------------------- | ----------------------------------- | ----------------------------------- |
| 2002 | Stefano Sartori                     | Italia                              | 3h50'53"                            | Irene Senfter                       | Italia                              | 4h49'16"                            |
| 2003 | Abdounj Mohamed                     | Marocco                             | 4h01'35"                            | Deborah Bruni                       | Italia                              | 4h43'32"                            |
| 2004 | Mario Fattore                       | Italia                              | 3h54'01"                            | Paola Sanna                         | Italia                              | 4h43'24"                            |
| 2005 | Mario Ardemagni                     | Italia                              | 3h51'31"                            | Paola Sanna                         | Italia                              | 4h34'14"                            |
| 2006 | Marco D'Innocenti                   | Italia                              | 3h48'37"                            | Monica Carlin                       | Italia                              | 4h31'19"                            |
| 2007 | Marco D'Innocenti                   | Italia                              | 3h33'31"                            | Monica Carlin                       | Italia                              | 4h04'37"                            |
| 2008 | Roberto Barbi                       | Italia                              | 3h31'02"                            | Monica Carlin                       | Italia                              | 4h07'58"                            |
| 2009 | Emanuele Zenucchi                   | Italia                              | 3h39'19"                            | Monica Carlin                       | Italia                              | 4h17'23"                            |
| 2010 | Giorgio Calcaterra                  | Italia                              | 3h35'52"                            | Monica Casiraghi                    | Italia                              | 4h29'32"                            |
| 2011 | Marco D'Innocenti                   | Italia                              | 3h42'46"                            | Monica Carlin                       | Italia                              | 4h06'42"                            |
| 2012 | Alberico Di Cecco                   | Italia                              | 3h46'05"                            | Paola Sanna                         | Italia                              | 4h27'34"                            |
| 2013 | Alberico Di Cecco                   | Italia                              | 3h33'35"                            | Barbara Cimmarusti                  | Italia                              | 4h18'05"                            |
| 2014 | Jevhen Hlyva                        | Ucraina                             | 3h31'23"                            | Neza Mravlije                       | Slovenia                            | 3h59'53"                            |
| 2015 | Alberico Di Cecco                   | Italia                              | 3h39'46"                            | Marija Vrajic                       | Croazia                             | 4h19'43"                            |
| 2016 | Jevhen Hlyva                        | Ucraina                             | 3h29'34"                            | Sohn Majidae                        | Giappone                            | 4h45'31"                            |
| 2017 | Carmine Buccilli                    | Italia                              | 3h28'59"                            | Silvia Tamburi                      | Italia                              | 4h10'51"                            |
| 2018 | Carmine Buccilli                    | Italia                              | 3h35'06"                            | Silvia Tamburi                      | Italia                              | 4h18'51"                            |
| 2019 | Carmine Buccilli                    | Italia                              | 3h33'39"                            | Federica Moroni                     | Italia                              | 4h05'05"                            |
| 2020 | non disputata per pandemia Covid-19 | non disputata per pandemia Covid-19 | non disputata per pandemia Covid-19 | non disputata per pandemia Covid-19 | non disputata per pandemia Covid-19 | non disputata per pandemia Covid-19 |
| 2021 | Mohamed Hajjy                       | Marocco                             | 3h34'32"                            | Denise Tappata'                     | Italia                              | 4h03'25"                            |
| 2022 | Carmine Buccilli                    | Italia                              | 3h35'01"                            | Silvia Torricelli                   | Italia                              | 4h50'17"                            |
| 2023 | Hart Henry                          | Regno Unito                         | 3h34'03"                            | Federica Moroni                     | Italia                              | 4h11'55"                            |
| 2024 | Jevhen Hlyva                        | Ucraina                             | 3h51'51"                            | Marija Vrajic                       | Croazia                             | 4h33'18"                            |